# Robert Robert i Casacuberta
Robert Robert i Casacuberta (Barcelona, 12 de setembre de 1827 (1830 segons altres fonts) - Madrid, 1873) fou un polític, periodista i poeta català.

## Biografia

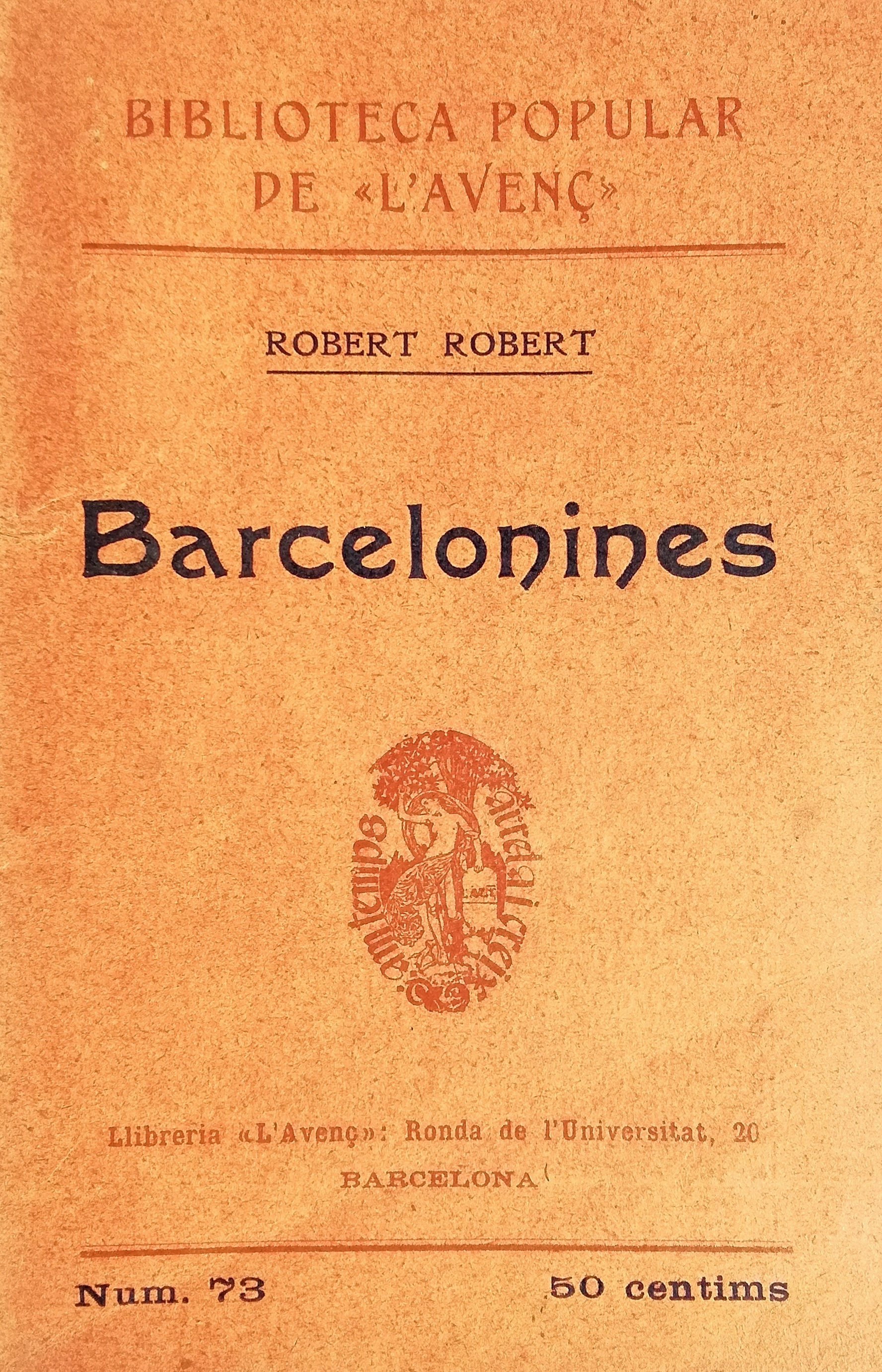
Barcelonines, aplec d'articles publicats cap al 1865 al periòdic barceloní Un Tros de Paper. Llibre publicat per la Biblioteca Popular de L'Avenç any 1907

Pertanyia a una família modesta, i a la mort del seu pare hagué de treballar de joier. El 1851 es traslladà a Madrid, on va fundar el Diario Madrileño, adscrit al Partit Democràtic, i el periòdic satíric El Tío Crispín. Participà activament en la revolució de 1854 i es relacionà amb els carbonaris; a causa d'un article seu el 1855 fou condemnat a dos anys de presó a El Saladero.
Quan sortí de la presó s'encarregà de les cròniques parlamentàries del diari La Discusión. El 1864 tornà a Barcelona, on el 1865 va publicar Al partido democrático, on reclamava una entesa entre les fraccions de Francesc Pi i Margall i Emilio Castelar. També va mantenir relacions al Frederic Soler i Hubert i Conrad Roure i Bofill, i va publicar nombrosos articles en català als periòdics Un Tros de Paper i Lo Xanguet tot seguint l'estil de Mariano José de Larra. També va escriure novel·les de costums en castellà i poesia romàntica en català, i fins i tot fou secretari dels Jocs Florals de Barcelona de 1866. Alhora, va traduir al castellà Capital y renta (1860) de Frédéric Bastiat i Teoría de la Contribución (1868) de Pierre-Joseph Proudhon.
Participà activament en la revolució de 1868, després de la qual fou elegit regidor de l'Ajuntament de Barcelona i diputat pel districte de Manresa a les eleccions generals espanyoles de 1869. Aleshores es traslladà novament a Madrid, on fundà el diari El Cohete, va mantenir contactes amb els membres madrilenys de la Primera Internacional i des de 1872 va dirigir el periòdic federal intransigent Gil Blas. Fou escollit novament diputat per Granollers del Partit Republicà Democràtic Federal a les eleccions generals espanyoles d'agost de 1872. Quan es proclamà la Primera República Espanyola fou nomenat ambaixador a Suïssa, però va morir poc abans d'ocupar el càrrec. Les seves traduccions de La atmósfera d'Elisée Reclus i La libertad d'Arthur Schopenhauer, no foren publicades fins anys després de la seva mort (1944 i 1967 respectivament).
Josep Pla considera Robert Robert com el millor narrador del seu temps i el considera a l'altura de Jacint Verdaguer.

## Obres

### En castellà
Tres llibres d'articles de costums seguint a Larra, una novel·la i una farsa satírica.
- El último enamorado (novel·la, 1857)
- Los cachivaches de antaño (narracions, 1869)
- Los tiempos de Maricastaña (1870)
- La espumadera de los siglos (1871)
- Las españolas pintadas por los españoles (1871-72) (Col·lecció d'estudis constumbristes coordinada per Robert)
- La corte de Macarronini I (teatre, 1870), sàtira contra Amadeu I.

### En català
En català escriví una trentena d'articles de costums publicats a Un tros de paper entre 1865 i 1866 (signats com "X") en els quals descriví i satiritzà la Barcelona del seu temps, reflectint inconscientment la fi del món menestral i el naixement de la nova societat capitalista industrial. Aquests articles, primer exemple del gènere en llengua catalana, exerciren una influència decisiva sobre Emili Vilanova.
- Col·lecció de treballs literaris (articles en català, 1893)